# فاطمه حنفی
فاطمه حنفی همچنین شهرت‌یافته به ستیته و ناجیه (۱۴۵۱ - ۱۵۳۴) (فاطمه بنت محمد بن شیرین/سیرین حنفی) شاعر مصری در در دورهٔ مملوکی بود. پس از یادگیری نوشتن، به شعر سرودن روی آورد. چند قصیده خطاب به شمس‌الدین سخاوی سروده است. نامه‌نگاری‌هایی با بزرگان و امیران روزگارش داشته است (مکاتبات). او اهل قاهره بود و همان‌جا درگذشت و در قُرافه به خاک سپرده شد.   